# Enicospilus bicolor
Enicospilus bicolor là một loài tò vò trong họ Ichneumonidae.